# Cúcuta-Norte de Santander
O Norte de Santander, também conhecido tanto como Cúcuta Norte como apenas por Norte é uma equipe de basquete da Colômbia. A instituição está localizada na cidade de San José de Cúcuta, região Norte de Santander. Seu ginásio é o Coliseu Toto Hernández, um dos principais ginásios do país.
A história do clube se iniciou em 1975, e em 1978 veio o primeiro título, este ainda em âmbito local, ao superar o time Lotería de Cúcuta (que posteriormente passou a se chamar Cúcuta Raptors.
Posteriormente, em 1999, quando então era chamado de Cañoneros de Cúcuta, a equipe conquistou alguma projeção nacional ao se sagrar vice-campeão da VII Copa Costeñita após perder a final para uma equipe da capital colombiana, os Piratas de Bogotá.
Porém, pela dificuldade de obter patrocínio, o basquete ficou desativado entre 2002 e 2007. Em 2008, a equipe foi remontada, com apoio da Liga Nortesantandereana de Basquete. A iniciativa resultou frutos e em 2008 a equipe conquistou o título nacional do país, após vencer ao Búcaros de Santander, da cidade de Bucaramanga. Em 2009 repetiu o feito e se sagrou bicampeão.
No cenário internacional, conseguiu o feito, em 2009, de ser a primeira equipe colombiana a conseguir classificação para o Final Four da Liga Sul-Americana.